# Coupe d'Europe des vainqueurs de coupe masculine de handball 1989-1990
Navigation
Coupe des Coupes 1988-1989 Coupe des coupes 1990-1991
La Coupe d'Europe des vainqueurs de coupe masculine de handball 1989-1990 est la 15e édition de la Coupe d'Europe des vainqueurs de coupe masculine de handball.
Organisée par la Fédération internationale de handball (IHF), la compétition est ouverte à 28 clubs de handball d'associations membres de l'IHF. Ces clubs sont qualifiés en fonction de leurs résultats dans leur pays d'origine lors de la saison 1988-1989.
Elle est remportée par le club espagnol du Teka Santander, vainqueur en finale du club suédois du HK Drott Halmstad.

## Résultats

### Tour préliminaire
Les résultats du tour préliminaire sont :
| Équipe 1                  | Score    | Équipe 2                   | Aller | Retour |
| ------------------------- | -------- | -------------------------- | ----- | ------ |
| HC Herstal                | 35 – 35E | HV Aalsmeer                | 23-20 | 12-15  |
| VfL Gummersbach           | 53 – 26  | Red Boys Differdange       | 30-15 | 23-9   |
| Hapoël Rishon LeZion      | 58 – 47  | Sporting CP Lisbonne       | 40-24 | 18-23  |
| Grasshopper Club Zurich   | 60 – 49  | Biscuileri Spor Kulubu     | 35-20 | 25-29  |
| UMF Stjarnan              | 34 – 50  | HK Drott Halmstad          | 14-23 | 20-27  |
| Ionikós de Néa Filadélfia | 72 – 38  | AEL Limassol               | 32-21 | 40-17  |
| Riihimäen Cocks           | 35 – 46  | Wybrzeże Gdańsk            | 17-18 | 18-28  |
| Virum Sorgenfri           | 46E – 46 | Viking HK Stavanger        | 19-22 | 27-24  |
| SSV Forst Brixen          | 35 – 35E | ATSE Waagner Biro Graz     | 21-19 | 14-16  |
| RK Medveščak Zagreb       | 58 – 59  | SC Empor Rostock           | 33-31 | 25-28  |
| Dinamo Astrakhan          | 73 – 51  | VIF Dimitrov Sofia         | 37-25 | 36-26  |
| VAEV Bramac Veszprém      | 43 – 42  | Étoile rouge de Bratislava | 23-18 | 20-24  |

E : qualifié selon la règle du nombre de buts marqués à l'extérieur.
Quatre clubs sont exemptés de ce premier tour en lien avec l'édition précédente :
- le TV Großwallstadt, du fait de la victoire du TUSEM Essen,
- l'USAM Nîmes, du fait de la présence en finale de l'US Créteil,
- le Teka Santander, du fait de la présence en demi-finale du Elgorriaga Bidasoa,
- le HC Minaur Baia Mare, du fait de la présence en demi-finale du Dinamo Bucarest.

### Huitièmes de finale
| Équipe 1                | Score   | Équipe 2                  | Aller | Retour |
| ----------------------- | ------- | ------------------------- | ----- | ------ |
| SC Empor Rostock        | 49 – 52 | Teka Santander            | 26-25 | 23-27  |
| TV Großwallstadt        | 43 – 33 | USAM Nîmes                | 24-15 | 19-18  |
| VAEV Bramac Veszprém    | 49 – 43 | Virum Sorgenfri           | 29-20 | 20-23  |
| HC Minaur Baia Mare     | 51 – 44 | Hapoël Rishon LeZion      | 33-23 | 18-21  |
| Grasshopper Club Zurich | 43 – 42 | ATSE Waagner Biro Graz    | 24-24 | 19-18  |
| Dinamo Astrakhan        | 38 – 43 | VfL Gummersbach           | 16-22 | 22-21  |
| HV Aalsmeer             | 41 – 51 | Wybrzeże Gdańsk           | 20-24 | 21-27  |
| HK Drott Halmstad       | 52 – 32 | Ionikós de Néa Filadélfia | 28-12 | 24-20  |

### Quarts de finale
Les résultats des quarts de finale sont :
| Équipe 1            | Score   | Équipe 2                | Aller | Retour |
| ------------------- | ------- | ----------------------- | ----- | ------ |
| TV Großwallstadt    | 38 – 42 | Teka Santander          | 25-19 | 13-23  |
| HC Minaur Baia Mare | 40 – 44 | VAEV Bramac Veszprém    | 22-25 | 18-19  |
| VfL Gummersbach     | 48 – 38 | Grasshopper Club Zurich | 25-17 | 23-21  |
| HK Drott Halmstad   | 45 – 40 | Wybrzeże Gdańsk         | 26-18 | 19-22  |

### Demi-finales
| Équipe 1             | Score   | Équipe 2          | Aller | Retour |
| -------------------- | ------- | ----------------- | ----- | ------ |
| VAEV Bramac Veszprém | 45 – 54 | Teka Santander    | 24-29 | 21-25  |
| VfL Gummersbach      | 39 – 40 | HK Drott Halmstad | 22-19 | 17-21  |

### Finale
| Équipe 1          | Score   | Équipe 2       | Aller | Retour |
| ----------------- | ------- | -------------- | ----- | ------ |
| HK Drott Halmstad | 42 – 45 | Teka Santander | 24-22 | 18-23  |